# Gubernatorzy generalni Związku Południowej Afryki
Gubernator generalny Związku Południowej Afryki – był reprezentantem Korony Brytyjskiej w Związku Południowej Afryki w okresie 31 maja 1910 – 31 maja 1961.
Charles Robberts Swart, był ostatnim generalnym gubernatorem, a w 1961 roku został pierwszym prezydentem Republiki Południowej Afryki.

## Gubernatorzy generalni Związku Południowej Afryki
| #   | Portret | Imię i nazwisko                                 | Objął urząd       | Opuścił urząd     | Suweren     |
| --- | ------- | ----------------------------------------------- | ----------------- | ----------------- | ----------- |
| 1   |         | Herbert John Gladstone, 1. wicehrabia Gladstone | 31 maja 1910      | 8 września 1917   | Jerzy V     |
| 2   |         | Sydney Charles Buxton, 1. hrabia Buxton         | 8 września 1917   | 17 listopada 1920 | Jerzy V     |
| 3   |         | Artur, książę Connaught                         | 17 listopada 1920 | 21 stycznia 1924  | Jerzy V     |
| 4   |         | Alexander Cambridge, 1. hrabia Athlone          | 21 stycznia 1924  | 26 stycznia 1931  | Jerzy V     |
| 5   |         | George Villiers, 6. hrabia Clarendon            | 26 stycznia 1931  | 20 stycznia 1936  | Jerzy V     |
| (5) |         | George Villiers, 6. hrabia Clarendon            | 20 stycznia 1936  | 11 grudnia 1936   | Edward VIII |
| (5) |         | George Villiers, 6. hrabia Clarendon            | 11 grudnia 1936   | 5 kwietnia 1937   | Jerzy VI    |
| 6   |         | Patrick Duncan                                  | 5 kwietnia 1937   | 17 lipca 1943     | Jerzy VI    |
| –   |         | Nicolaas Jacobus de Wet pełniący obowiązki      | 17 lipca 1943     | 1 stycznia 1946   | Jerzy VI    |
| 7   |         | Gideon Brand van Zyl                            | 1 stycznia 1946   | 1 stycznia 1951   | Jerzy VI    |
| 8   |         | Ernest George Jansen                            | 1 stycznia 1951   | 6 lutego 1959     |             |
| (8) |         | Ernest George Jansen                            | 6 lutego 1952     | 25 lutego 1959    | Elżbieta II |
| –   |         | Lucas Cornelius Steyn pełniący obowiązki        | 25 lutego 1959    | 11 grudnia 1959   | Elżbieta II |
| 9   |         | Charles Robberts Swart                          | 11 grudnia 1959   | 30 kwietnia 1961  | Elżbieta II |
| –   |         | Lucas Cornelius Steyn pełniący obowiązki        | 30 kwietnia 1961  | 31 maja 1961      | Elżbieta II |